# Кейсі Смеші
Кейсі Смеші (англ. Kaysie Smashey; нар. 11 квітня 1980) — колишня американська тенісистка.
Найвищу одиночну позицію світового рейтингу — 451 місце досягла 25 жовтня, 2004, парну — 146 місце — 4 липня, 2005 року.
Здобула 4 парні титули.

## Фінали ITF
| Легенда         |
| --------------- |
| турніри $50,000 |
| турніри $25,000 |
| турніри $10,000 |

### Парний розряд: 14 (4–10)
| Результат | Ранг | Дата     | Турнір                    | Покриття | Партнерка         | Суперниці                      | Рахунок          |
| --------- | ---- | -------- | ------------------------- | -------- | ----------------- | ------------------------------ | ---------------- |
| Поразка   | 1.   | Чер 1996 | ITF Ель-Пасо, США         | Тверде   | Сара Вокер        | Ребекка Єнсен Крістін Курт     | 4–6, 4–6         |
| Перемога  | 1.   | Чер 1997 | ITF Ель-Пасо, США         | Тверде   | Сара Вокер        | Енн Мелл Рената Колбовіч       | 6–7, 6–4, 6–0    |
| Поразка   | 2.   | Тра 1998 | ITF Ель-Пасо, США         | Тверде   | Сара Вокер        | Ісіда Кейко Наґатомі Кейко     | 2–6, 3–6         |
| Поразка   | 3.   | Тра 2000 | ITF Ель-Пасо, США         | Тверде   | Сенді Шуріфонґ    | Маніша Малхотра Ліенн Бейкер   | 2–6, 6–7         |
| Поразка   | 4.   | Жов 2003 | ITF Мехіко, Мексика       | Тверде   | Сара Ріск         | Аманда Огастус Мелані Маруа    | 6–7(6), 2–6      |
| Перемога  | 2.   | Лис 2003 | ITF Пуебла, Мексика       | Тверде   | Стефані Гезлетт   | Димана Крастевич Тіффані Дабек | 6–1, 7–5         |
| Поразка   | 5.   | Бер 2004 | ITF Беналла, Австралія    | Трава    | Лорен Бредмор     | Пола Марама Еден Марама        | 5–7, 1–6         |
| Поразка   | 6.   | Чер 2004 | ITF Гамільтон, Канада     | Ґрунт    | Анета Сукап       | Соледад Есперон Флавія Міґнола | 6–7(4), 6–3, 4–6 |
| Поразка   | 7.   | Чер 2004 | ITF Мон-Трамблан, Канада  | Ґрунт    | Анета Сукап       | Соледад Есперон Флавія Міґнола | 0–6, 6–2, 6–7(6) |
| Поразка   | 8.   | Лип 2004 | ITF Колледж-Парк, США     | Тверде   | Наталія Демиденко | Хісамацу Сіхо Окамото Сейко    | 6–7(5), 2–6      |
| Поразка   | 9.   | Гру 2004 | ITF Палм-Біч-Гарденс, США | Ґрунт    | Келлі Маккейн     | Ліга Декмеєре Нана Міяґі       | 3–6, 2–6         |
| Перемога  | 3.   | Січ 2005 | ITF Вайколоа, США         | Тверде   | Наталі Грандін    | Лорен Бредмор Такасе Аямі      | 6–3, 6–4         |
| Перемога  | 4.   | Тра 2005 | ITF Х'юстон, США          | Тверде   | Анда Перяну       | Ракел Атаво Алік Цубанос       | 4–6, 6–2, 6–4    |
| Поразка   | 10.  | Лип 2005 | ITF Лос-Гатос, США        | Тверде   | Ліндсей Лі-Вотерс | Терін Ешлі Карлі Галліксон     | 4–6, 6–4, 1–6    |